# Karl Zeller (polityk)
Karl Zeller (ur. 9 stycznia 1961 w Merano) – włoski polityk i prawnik, jeden z liderów mniejszości niemieckiej we Włoszech, deputowany i senator.

## Życiorys
Studiował prawo i zarządzanie przedsiębiorstwem na uniwersytetach w Innsbrucku i Florencji. W latach 1986–1990 był asystentem na macierzystej uczelni. W 1992 po uzyskaniu uprawnień rozpoczął prowadzenie praktyki adwokackiej w Bolzano.
Od 1994 do 2013 nieprzerwanie zasiadał w Izbie Deputowanych jako poseł XII, XIII, XIV, XV i XVI kadencji. W wyborach w 2013 został wybrany do Senatu XVII kadencji, w którym został przewodniczącym jednej z frakcji parlamentarnych.